# Salmakis

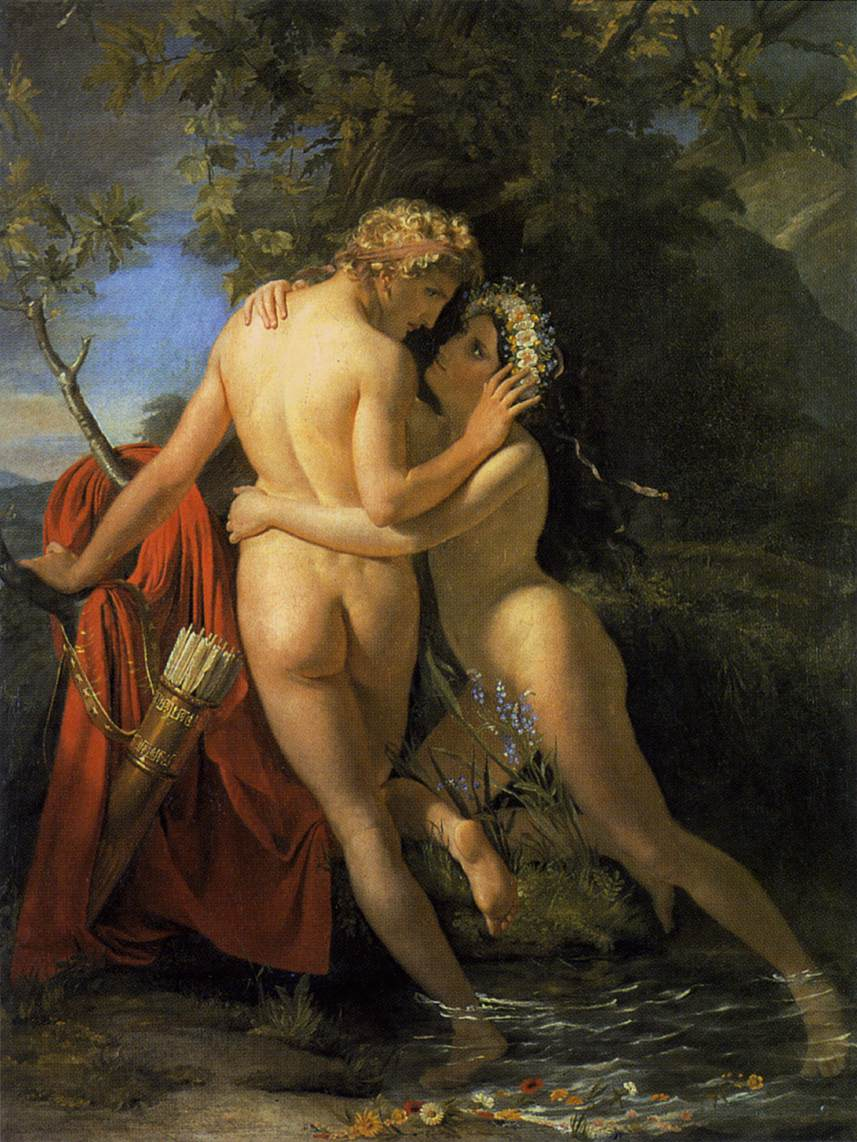
Hermafroditos och nymfen Salmakis

Salmakis var en källnymf i den grekiska mytologin,  den enda av najaderna som enligt Ovidius uppenbarligen inte tillhörde Artemis. Enligt mytologin blev hon förenad med den sköna yngligen Hermafroditos i en enda tvåkönad gestalt. Därav ordet hermafrodit.
Salmakis är också namnet på källan vid Halikarnassos där Salmakis sägs vara källnymf.